# Johnny Test (televíziós sorozat, 2005)
A Johnny Test amerikai–kanadai televíziós flash animációs kalandsorozat, amelyet Scott Fellows alkotott.
Amerikai Egyesült Államokban 2005. szeptember 17-én került adásba a Kids' WB-n, majd a Cartoon Networkön. Kanadában a Teletoon mutatta be 2006. szeptember 6-án. Magyarországon szintén a Cartoon Network mutatta be 2007. április 7-én.

## A felvétel története
Scott Fellows, a Nickelodeon televízió Ned's Declassified School Survival Guide című televíziós helyzetkomédiájának és az Tündéri keresztszülőknek a írója a Johnny Test megalkotója és kizárólagos producere. A műsor a Cartoon Network szombat reggeli műsorában szerepelt, először 2008. január 12-én.
A sorozat a Warner Bros. Animation, Cookie Jar Entertainment, Teletoon Productions, Collideascope Digital Productions, Studio B Productions, Top Draw Animation és Cartoon Network Studios házon belül elkészített Próbaepizódból nőtte ki magát. Ezt a próbarészt Adobe Flash-sel, a "Johnny to the Center of the Earth" tematikájával, hasonló színkezeléssel készítették el, de más amerikai hangot használtak hozzá. Fellows, a sorozat elkészítője azt mondta, a sorozat címszereplőjét saját magának gyermekkori változatáról mintázta, Susan és Mary pedig a testvéreinek másai, kinek ugyanezek a nevei. Chris Savino producer bevonásával az első évadban a Dexter laboratóriuma sorozatból számos elképzelés átkerült ebbe a sorozatba.
Hivatalos honlapja szerint James Arnold Taylor azt mondta, nem ő volt Fellows eredeti választása Johnny Test szerepére. Eredetileg ő a pilot változatban a főhős hangja volt, de később, miután a mese a Cartoon Network-nél zöld jelzést kapott, csak ekkor helyettesítették egy másik, kanadai szinkronnal.
Az első szezon többi részét a Warner Bros. Animation, Cookie Jar Entertainment, Teletoon Productions, Collideascope Digital Productions, Studio B Productions, Top Draw Animation és Cartoon Network Studios.
Később megváltoztatták a show főcímdalát, s a bevezető az előző adások jelentősebb pillanatai lettek. Ezt ma a Teletoon eredeti sorozatából készített katalógusnak tekintik. Nemrégiben bejelentették, hogy elkezdték forgatni a negyedik évadot. . Ennek a sorozatnak az animációját a Fülöp-szigeteken készítik, s nagy felbontású változatban kerül majd adásba. Először a Teletoon műsorán mutatták be 2009. szeptember 10-én.
A WildBrain 2020. május 16-án bejelentette, hogy új változat készül a sorozatból. Az új változat 2021. július 16-án mutatkozott be.

## Cselekmény
A Johnny Test Johnny Test, egy átlagos 11 éves fiú kalandjait dolgozza fel, aki okos ikernővéreivel és beszélő (s egyben beszédes) kutyájával, Büdivel él együtt Porkbelly városában. Öccsüket gyakran használják különböző kísérleteik szenvedő alanyaként, s ezzel akarják elkápráztatni szomszédjukat. Néha Johnny is kap nővérei eszközeiből vagy szupererejéből, hogy harcokban vagy egyéb helyzetekben használja fel ezeket. Egyszer csak Johnny olyan eszközöket és erőket kölcsönöz, melyeket nővérei saját piszkos munkájukhoz fejlesztettek ki. Ezekkel ő megpróbálja a testvérei által előidézett csapásokat vagy bajokat orvosolni valamint felvenni a harcot a Porkbellyben megtalálható gazemberekkel.

## Epizódok
| Évad | Évad | Epizódok | Eredeti sugárzás     | Eredeti sugárzás     | Magyar sugárzás   | Magyar sugárzás    |
| Évad | Évad | Epizódok | Évadpremier          | Évadfinálé           | Évadpremier       | Évadfinálé         |
| ---- | ---- | -------- | -------------------- | -------------------- | ----------------- | ------------------ |
|      | 1    | 13       | 2005. szeptember 17. | 2006. július 29.     | 2007. április 2.  | 2007. április 18.  |
|      | 2    | 13       | 2006. október 28.    | 2007. május 12.      | 2007. október 1.  | 2007. október 17.  |
|      | 3    | 13       | 2007. szeptember 22. | 2008. március 1.     | 2008. május 5.    | 2008. május 21.    |
|      | 4    | 26       | 2009. szeptember 10. | 2011. szeptember 12. | 2010. november 8. | 2010. december 13. |
|      | 5    | 26       | 2011. június 13.     | 2012. augusztus 15.  | 2012. április 16. | 2012. május 21.    |
|      | 6    | 26       | 2013. április 23.    | 2014. december 25.   | 2013. december 7. | 2014. április 12.  |

## Szereplők

### Főszereplők
| Szereplő    | Eredeti hang                                                | Magyar hang        |
| ----------- | ----------------------------------------------------------- | ------------------ |
| Johnny Test | James Arnold Taylor                                         | Markovics Tamás    |
| Büdi Test   | Louis Chirillo (1–4. évad) Trevor Devall (5–6. évad)        | Háda János         |
| Susan Test  | Maryke Hendrikse                                            | Molnár Ilona       |
| Mary Test   | Brittney Wilson (1., 5. évad) Ashleigh Ball (2–4., 6. évad) | Bogdányi Titanilla |

### Mellékszereplők
| Szereplő                          | Eredeti hang                                                | Magyar hang                                                           |
| --------------------------------- | ----------------------------------------------------------- | --------------------------------------------------------------------- |
| Hugh Test                         | Ian James Corlett                                           | Király Attila                                                         |
| Lila Test                         | Kathleen Barr                                               | Ősi Ildikó                                                            |
| Janet Nelson Jr.                  | Kathleen Barr                                               | Solecki Janka                                                         |
| Szomszéd Gil                      | Andrew Francis                                              | Seszták Szabolcs                                                      |
| Mr. Fekete                        | Bill Mondy                                                  | Sótonyi Gábor                                                         |
| Mr. Fehér                         | Scott McNeil                                                | Faragó András                                                         |
| Bumper Randalls                   | Scott McNeil                                                | Maday Gábor                                                           |
| Zizrar                            | Scott McNeil                                                | Kerekes József (1. hang) Kassai Károly (2. hang)                      |
| Sissy Blakley                     | Brittney Wilson (1., 5. évad) Ashleigh Ball (2–4., 6. évad) | Roatis Andrea                                                         |
| Tanárember / Mr. Henry Teacherman | Louis Chirillo (1–4. évad) Trevor Devall (5–6. évad)        | Gardi Tamás (1. hang) Csuja Imre (2. hang)                            |
| Hank Anchorman                    | James Arnold Taylor                                         | Megyeri János (1. hang) Láng Balázs (2. hang)                         |
| Jules Harm igazgató               | James Arnold Taylor                                         | Szokolay Ottó                                                         |
| A Méhész                          | James Arnold Taylor                                         | Pálfai Péter (1. hang) Várkonyi András (2. hang)                      |
| Mr. Mittens                       | James Arnold Taylor                                         | Varga T. József (1. hang) Elek Ferenc (2. hang)                       |
| Dark Vegan                        | James Arnold Taylor                                         | Papucsek Vilmos (1. hang) Csík Csaba Krisztián (2. hang)              |
| Howard polgarnester               | Lee Tockar                                                  | Versényi László                                                       |
| Albert                            | Lee Tockar                                                  | Versényi László                                                       |
| Mrs. Hamilton                     | Lee Tockar                                                  | Kokas Piroska                                                         |
| Montague                          | Lee Tockar                                                  | Minárovits Péter                                                      |
| Eugene "Bling-Bling Fiú" Hamilton | Lee Tockar                                                  | Baráth István                                                         |
| Jillian Vegan                     | Maryke Hendrikse                                            | Böhm Anita (1. hang) Solecki Janka (2. hang)                          |
| Vacak                             | Colin Murdock                                               | Forgács Gábor (1. hang) Rosta Sándor (2. hang)                        |
| Agyhűtő / Agyfagyasztó            | Louis Chirillo (1–4. évad) Bill Mondy (5–6. évad)           | Berkes Bence (1. hang) Bodrogi Attila (2. hang) Pipó László (3. hang) |
| Hugh Test                         | Ian James Corlett                                           | Király Attila                                                         |
| Lila Test                         | Kathleen Barr                                               | Ősi Ildikó                                                            |
| Szomszéd Gil                      | Andrew Francis                                              | Seszták Szabolcs                                                      |
| Mr. Black                         | Bill Mondy                                                  | Bogdányi Titanilla                                                    |

### Magyar változat
A szinkront a Turner Broadcasting System megbízásából az SDI Media Hungary készítette.
Magyar szöveg: Csányi Cecília, Koszper Gábor
Hangmérnök: Császár Bíró Szabolcs
Vágó: Kránitz Bence, Wünsch Attila
Gyártásvezető: Németh Piroska
Szinkronrendező: Faragó József
Produkciós vezető: Németh Napsugár
További magyar hangRenácz Zoltán (Csiklandó)